# Draaiorgel Museum Helmond
Het Draaiorgel Museum Helmond is een museum in de Noord-Brabantse stad Helmond, waar draaiorgels en accordeons te zien en te horen zijn. De muziek van instrumenten uit de collectie wordt ten gehore gebracht en daarnaast worden er ook geregeld optredens verzorgd door artiesten uit andere disciplines: er zijn optredens met blaasinstrumenten, van shanty- en andere koren, en blues- en folkmuziek.

## Geschiedenis
Stichting Het Helmondse Draaiorgel werd op 6 september 1966 opgericht om de twee draaiorgels van de voormalige Danszaal Bocken in Helmond die de gemeente in 1972 had aangekocht te behouden en te exploiteren. In 1975 bracht men deze orgels, aangevuld met een straatorgel, onder in de voormalige Paterskerk, in 1976 werd de gemeentelijke collectie door aankoop uitgebreid met zes draaiorgels, die ook bij de stichting in beheer kwamen. In 1982 volgde een herstart onder de naam Helmondse Muziekhal. In 1990 bracht de stichting de inmiddels uitgebreide collectie over naar de voormalige Brandweerkazerne, die de naam Gaviolizaal kreeg, naar Anselmo Gavioli, de uitvinder van het draaiorgelboek. Rond 2003 werd het museum gesloten vanwege bezuinigingen. De opslag van de collectie bracht de kosten niet geheel terug en in 2008 werd de exploitatie van het museum hervat. De dreiging van de sluiting van het museum bleef echter de jaren daarna bestaan, ook al omdat er nieuwbouw was voorzien op deze locatie.
Per 1 januari 2020 werd de Gaviolizaal gesloten. De draaiorgels verhuisden vervolgens naar een nieuwe locatie, Loods20 aan de Binnen Parallelweg 2 in Helmond. Hier werd de naam Danszaal Bocken in ere hersteld. In maart 2021 volgde de sloop van de Gaviolizaal, in september van dat jaar de heropening op de Binnen Parallelweg.

## Collectie
In het museum is een collectie draaiorgels te zien die varieert van dans-, kermis- tot straatorgels. Enkele voorbeelden uit het museum zijn een kermisorgel van het merk Ruth, het handdraaiorgel Onze Klenne van Pluer en het Köningsberger straatorgel De Blauwe Trom. Drie andere orgels stammen uit de jaren twintig van de twintigste eeuw en werden toen gebruikt in danszalen. Hier gaat het om twee Gaudins waarvan het klankgeluid geroemd wordt en een Mortier met geroemd houtsnijwerk.
Daarnaast is er een kleine collectie accordeons te zien van accordeonist en docent Arie Willems,en de accordeon van Addie Kleingeld.

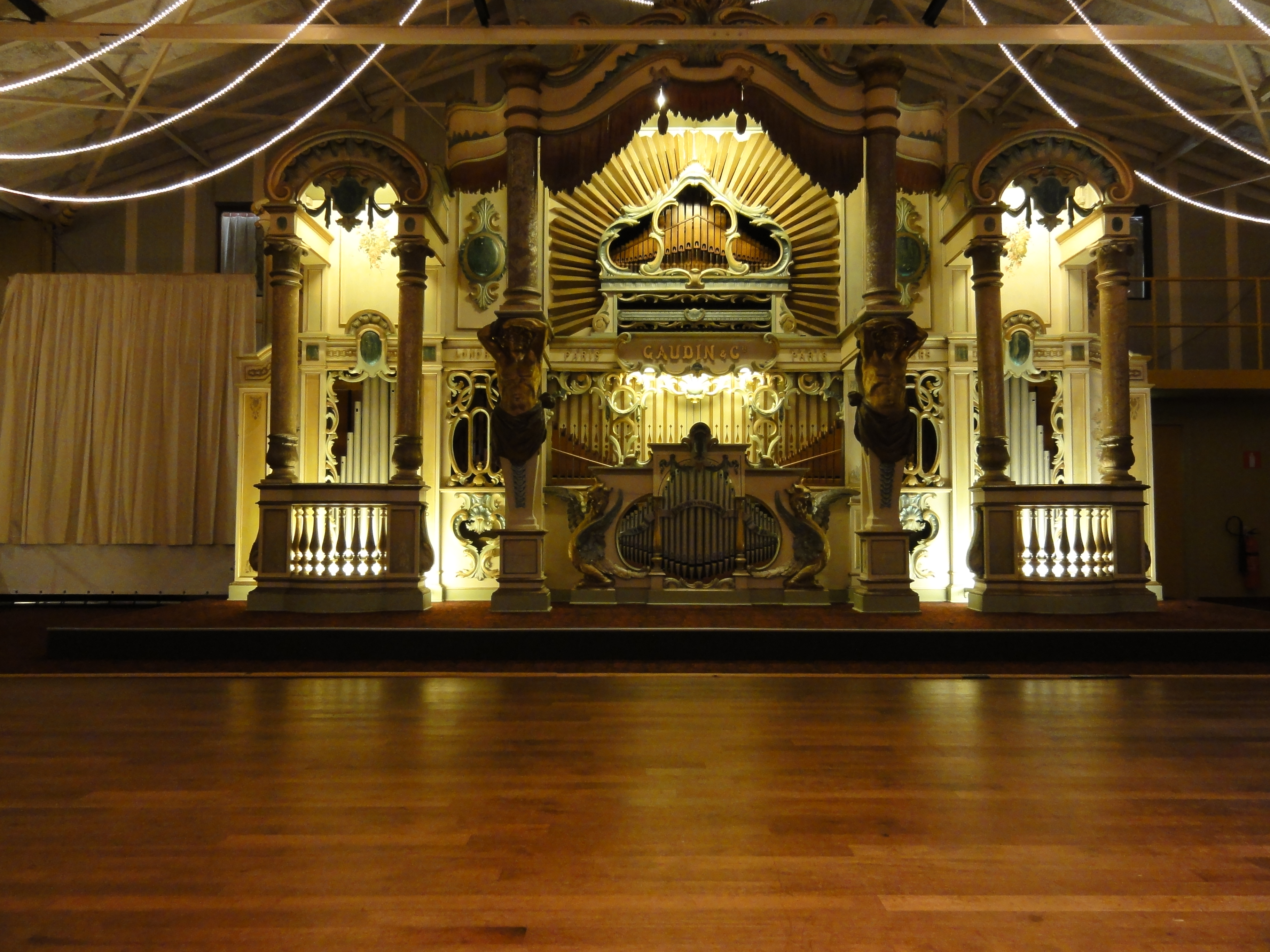
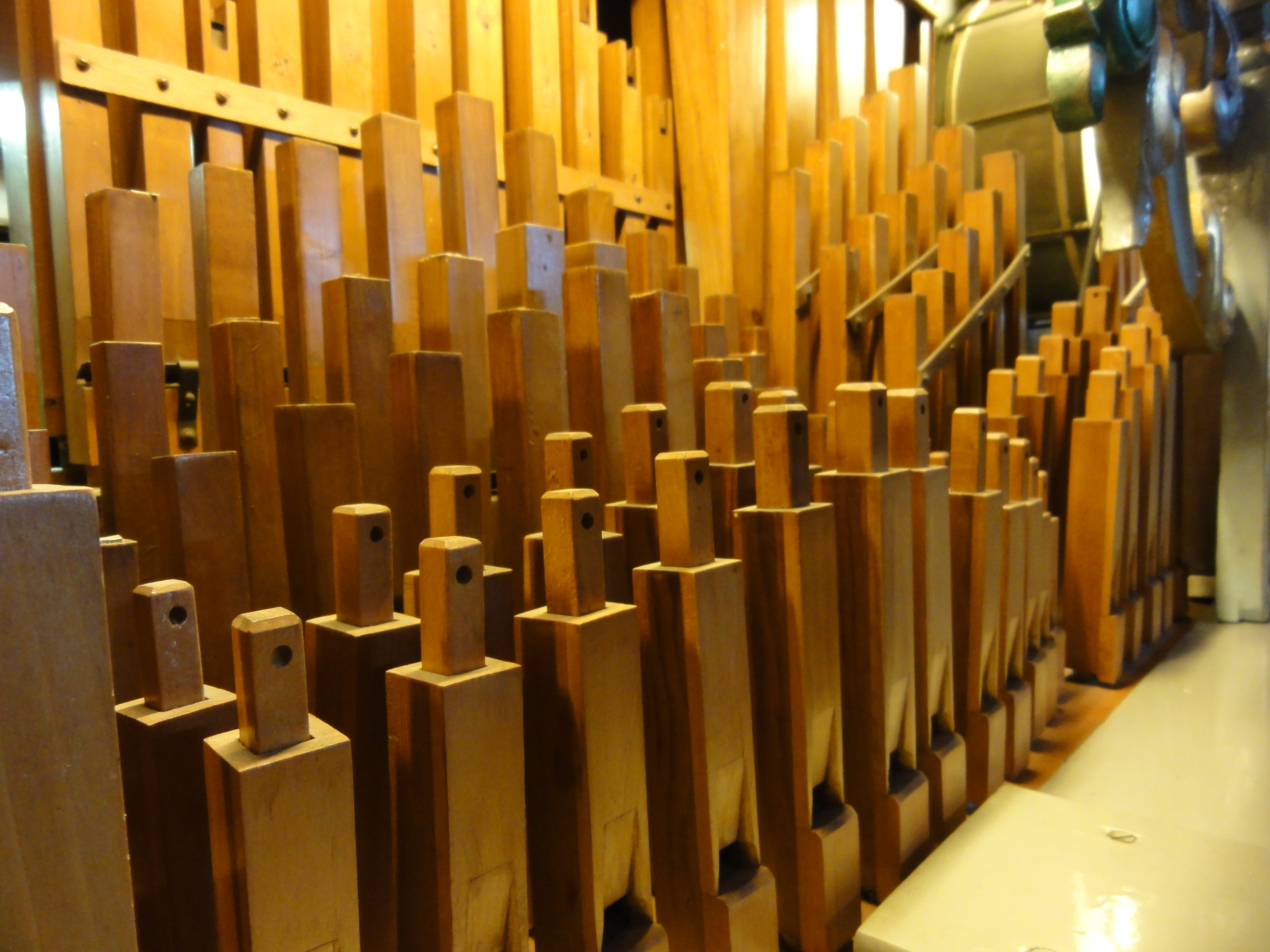
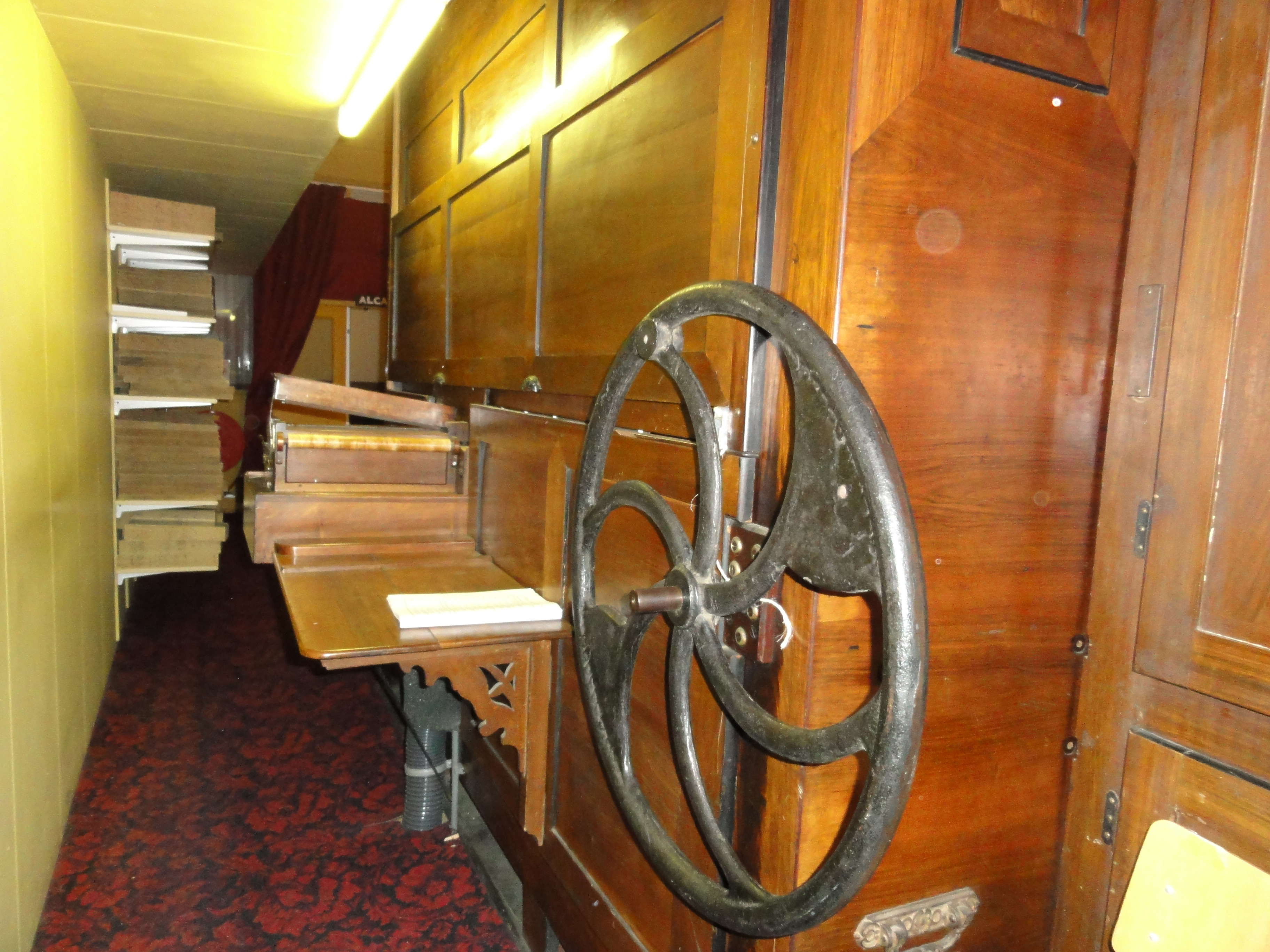
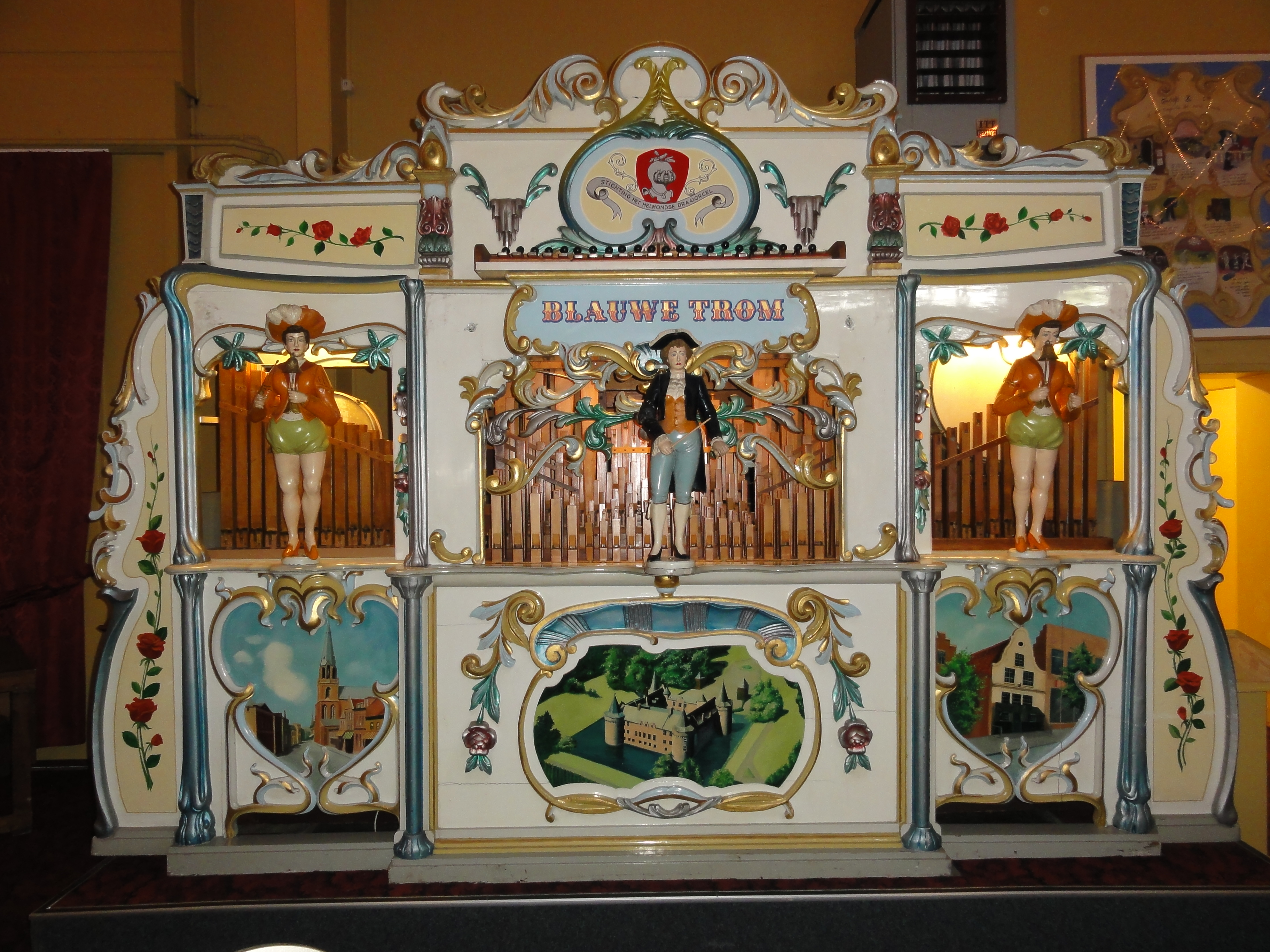